# Galiá
Galiá är en ort i Grekland.   Den ligger i prefekturen Nomós Irakleíou och regionen Kreta, i den sydöstra delen av landet, 300 km söder om huvudstaden Aten. Galiá ligger 243 meter över havet och antalet invånare är 852.
Terrängen runt Galiá är varierad.Runt Galiá är det ganska glesbefolkat, med 40 invånare per kvadratkilometer. Närmaste större samhälle är Moíres, 3,0 km söder om Galiá. Trakten runt Galiá består till största delen av jordbruksmark.